# الدر المنثور في التفسير بالمأثور
الدر المنثور في التفسير بالمأثور هو كتاب  من كتب التفسير، ألفه الحافظ جلال الدين السيوطي (849-911).

## وصف
جمع المؤلف في الكتاب ما أثر عن النبي صلى الله عليه وسلم والصحابة والتابعين من تفاسير لآيات وسور القران، مقتصرا في الرواية على متون الأحاديث حاذفا منها أسانيدها، ويدون كل ما ينقله بالعزم والتخريج إلى كل كتاب رجع إليه، جمع جلال الدين السيوطي في كتابه ما ورد عن الصحابة والتابعين في تفسير الآيات، وضم لها ما ورد فيها من الأحاديث المخرجة من كتب الصحاح والسنن وبقية كتب الحديث، وحذف الأسانيد للاختصار، مقتصرا على متن الحديث .وقد اختصر السيوطي هذا التفسير من كتابه (ترجمان القرآن) الذي توسع فيه في ذكر الأحاديث ما بين مرفوع وموقوف مسندة حتى بلغت بضعة عشر ألف حديث.
لكن السيوطي سرد الروايات عن السلف في التفسير ولم يعقب عليها، ولم يرجح من بين الأقوال القول الأصح، ولم يتحرى الصحة فيما جمع في هذا التفسير، ولم يبين الصحيح من الضعيف، مما يجعل الكتاب محتاجا إلى تنقيح وتحقيق وتمييز الصحيح من الضعيف .وقد قام على تحقيق الكتاب عبد الله التركي في  17 مجلداً.